# The Eclipse (série de televisão)
The Eclipse (คาธ; RTGS: Khat) é uma série de televisão tailandesa de 2022 estrelada por Kanaphan Puitrakul (First) e Thanawat Rattanakitpaisarn (Khaotung).
Dirigido por Tanwarin Sukkhapisit (Golf) e produzido pela GMMTV. A série foi anunciada no evento de imprensa GMMTV 2022: Borderless em 1 de dezembro de 2021. A série estreou no GMM 25 e Viu em 12 de agosto de 2022 e foi concluída em 28 de outubro de 2022.

## Sinopse
Uma das melhores escolas do país, Suppalo, é uma escola secundária estritamente dirigida apenas para meninos. Há rumores de que existe uma maldição que pune os alunos que não seguem as regras da escola. E esta maldição misteriosa só aumentará à medida que o eclipse se aproxima.
Porém, quando uma escola tem regras, sempre haverá um grupo de alunos que não quer segui-las. Um grupo de estudantes conhecido como gangue "The World Remembers" se reúne porque compartilham a mesma ideologia de não querer se conformar com as regras e tradições antiquadas de Suppalo e, em vez disso, protestam para exigir seus direitos e justiça. Com a tarefa de impedir os alunos que violam as regras, está o estudante-chefe Akk (Kanaphan Puitrakul) e seus amigos Khanlong (Trai Nimtawat) e Wasuwat (Chayapol Jutamas).
Ayan (Thanawat Rattanakitpaisarn) é um garoto misterioso com um passado secreto que foi transferido de uma escola secundária rival para Suppalo, chamando assim a atenção de Akk e ele imediatamente suspeita das verdadeiras intenções de Ayan. Mas Ayan veio para Suppalo na esperança de descobrir a verdade por trás do suicídio de seu falecido tio, e a única evidência que ele tem, um caderno antigo, o leva direto para Suppalo.

## Elenco

### Principal
- Kanaphan Puitrakul (First) como Akk
- Thanawat Rattanakitpaisarn (Khaotung) como Ayan

### Recorrente
- Trai Nimtawat (Neo) como Khanlong
- Thanawin Teeraphosukarn (Louis) como Thuaphu
- Chayapol Jutamas (AJ) como Wasuwat
- Thanik Kamontharanon (Pawin) como Namo
- Phatchatorn Thanawat (Ploypach) como Sani
- Vacharakiat Boonphakdee (Yai) como Chadok
- Inthira Charoenpura (Sine) como Waree
- Chavitpong Pusomjitsakul (Pak) como Jamnan
- Vitsarut Suwinijjit (Tee) como Jamnong
- Natthanon Petkaew (Petch) como Jamnian
- Amata Piyavanich (Jum) como mãe de Ayan

### Convidado
- Patarapon To-oun (Ron) como Dika
- Burapa Khuruwityophat (Golf) como quebrador de regras
- Sawanee Utoomma (Iang) como diretora
- Thanaboon Kiatniran (Aou) como Mes
- Gandhi Wasuwitchayagit como padrasto de Thua
- Nirodha Ruencharoen (Earth) como Earth
- Duangjai Hiransri (Phiao) como mãe de Akk
- Ratchanon Kanpiang (Non) como padrasto de Thua (jovem)
- Apirak Chaipanha (Yokee) como oficial da escola

## Visualização

### Classificações de televisão da Tailândia
Na tabela abaixo, os números azuis representam a classificação mais baixa e os números vermelhos representam a classificação mais alta.
| Episódio | Data                   | Intervalo de horário (UTC+07:00) | Parcela média de audiência |
| -------- | ---------------------- | -------------------------------- | -------------------------- |
| Special  | 5 de agosto de 2022    | Sexta-feira, 20h30               | 0.025%                     |
| 1        | 12 de agosto de 2022   | Sexta-feira, 20h30               | 0.051%                     |
| 2        | 19 de agosto de 2022   | Sexta-feira, 20h30               | 0.040%                     |
| 3        | 26 de agosto de 2022   | Sexta-feira, 20h30               |                            |
| 4        | 2 de setembro de 2022  | Sexta-feira, 20h30               |                            |
| 5        | 9 de setembro de 2022  | Sexta-feira, 20h30               |                            |
| 6        | 16 de setembro de 2022 | Sexta-feira, 20h30               |                            |
| 7        | 23 de setembro de 2022 | Sexta-feira, 20h30               |                            |
| 8        | 30 de setembro de 2022 | Sexta-feira, 20h30               |                            |
| 9        | 7 de outubro de 2022   | Sexta-feira, 20h30               |                            |
| 10       | 14 de outubro de 2022  | Sexta-feira, 20h30               |                            |
| 11       | 21 de outubro de 2022  | Sexta-feira, 20h30               |                            |
| 12       | 28 de outubro de 2022  | Sexta-feira, 20h30               |                            |

## Futuro
Em 2023, The Eclipse foi incluído na série antológica Our Skyy 2. Os dois episódios apresentam os atores Akk, Ayan, Khanlong, Thuaphu, Wasuwat e Namo, reprisando seus papéis enquanto o grupo de amigos faz uma viagem juntos para filmar um curta-metragem após a formatura do ensino médio.

## Prêmios e indicações
| Ano  | Associações                  | Categoria                       | Resultado |
| ---- | ---------------------------- | ------------------------------- | --------- |
| 2022 | Thai Digital Awards          | Melhor série BL                 | Venceu    |
| 2023 | 8th Golden Kinnaree          | Melhor Roteirista               | Venceu    |
| 2023 | 8th Golden Kinnaree          | Melhor Diretor                  | Venceu    |
| 2023 | 5th Asia Content Awards      | Melhor Programa LGBTQ+ Asiático | Bronze    |
| 2024 | 28th Asian Television Awards | Melhor Música Tema              | Pendente  |